# Whitehern
Whitehern est une maison de style néoclassique située à Hamilton en Ontario (Canada). Construite vers 1850, elle sert maintenant de maison-musée.
Whitehern a été la maison de Thomas McQuesten. Sa maison familiale a été léguée à la ville de Hamilton après la mort de ses frères et sœur en 1968. Elle est située au coin des rues Jackson Ouest et MacNab Sud, à l'est de l'hôtel de ville de Hamilton et du temple de la renommée du football canadien. À la suite de sa restauration en 1971, Whitehern est utilisé comme musée. La maison a été désignée lieu historique national du Canada en 1962. 
Parmi ses œuvres, Thomas McQuesten a encouragé l'université McMaster de déménager de Toronto à Hamilton en 1930, il a participé à la création des Jardins botaniques royaux. 